# Бартиччотто, Бруно
Бруно Бартиччотто Ди Бартоло ( Bruno Barticciotto Di Bartolo; род. 7 мая 2001, Витакура, Сантьяго) — чилийский футболист, нападающий клуба «Тальерес» и сборной Чили.
Бруно — сын известного аргентино-чилийского футболиста Марсело Бартиччотто.

## Клубная карьера
Бартиччотто — воспитанник клубов «Коло-Коло» и «Универсидад Католика». В 2020 году игрок был включён в заявку основного состава последних. В 2021 году Бартиччотто на правах аренды перешёл в «Палестино». 28 марта в матче против «Депортес Антофагаста» он дебютировал в чилийской Примере. В этом же поединке Бруно забил свой первый гол за «Палестино». По окончании аренды игрок вернулся в «Универсидад Католика». 14 февраля 2022 года в матче против «Унион Эспаньола» он дебютировал за клуб. Летом того же года Бартиччотто вновь был отдан в аренду в «Палестино». По окончании сезона клуб выкупил трансфер игрока.
Летом 2023 года Бартиччотто перешёл в аргентинский «Тальерес». 26 сентября в матче против «Барракас Сентраль» он дебютировал в аргентинской Примере.

## Международная карьера
17 июня 2023 года в товарищеском матче года против сборной Доминиканской Республики Бартиччотто дебютировал за сборную Чили. В этом же поединке Бруно сделал «дубль», забив свои первые голы за национальную команду.

### Голы за сборную Чили
| #  | Дата         | Место                           | Противник                | Счёт | Результат | Соревнование      |
| -- | ------------ | ------------------------------- | ------------------------ | ---- | --------- | ----------------- |
| 1. | 17 июня 2023 | Саусалито, Винья-дель-Мар, Чили | Доминиканская Республика | 4:0  | 5:0       | Товарищеский матч |
| 2. | 17 июня 2023 | Саусалито, Винья-дель-Мар, Чили | Доминиканская Республика | 5:0  | 5:0       | Товарищеский матч |